# Daniel Julius Elgérus

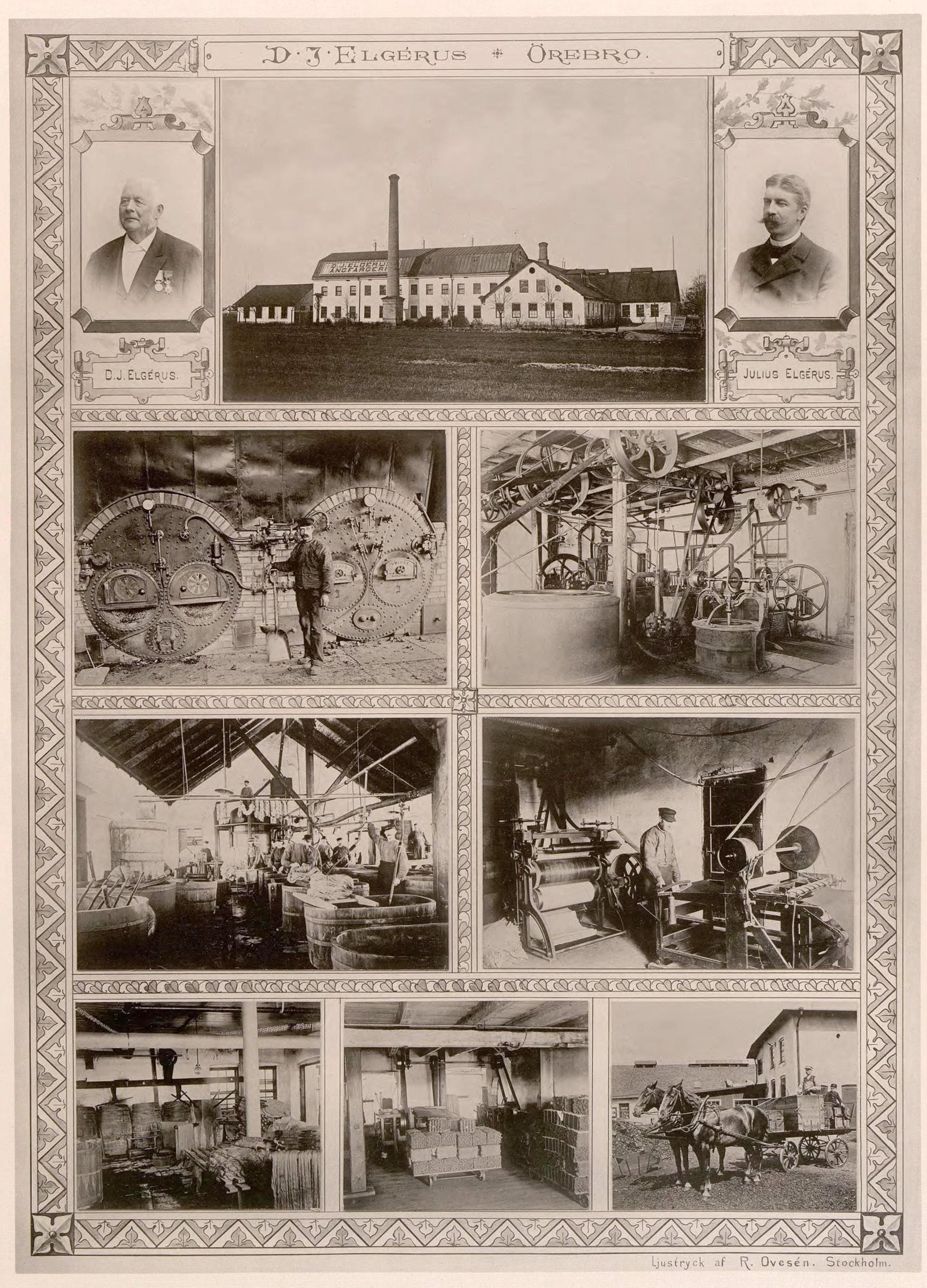
D. J. Elgérus' fabriks- och handelsaktiebolag presenterat i bildverk omkring år 1900.

Daniel Julius Elgérus, född 2 juli 1817 i Norrköping, död 22 december 1903 i Örebro, var en svensk industriman. Han var morfar till Hjalmar Bergman.
Daniel Julius Elgérus var son till handlaren och rådmannen i Norrköping Daniel Gustaf Elgérus. År 1834 kom han i färgarlära i Stockholm och blev gesäll där 1838. Efter studier vid Teknologiska institutet företog han gesällvandringar i Tyskland 1839-1841. Hemkommen arbetade han hos färgare L. Born i Stockholm och A. Butsch i Borås, innan han 1843 avlade sitt mästarprov. Kort därefter inköpte han ett färgeri i Örebro, den så kallade Elgérigården, troligen med finansiell hjälp från fadern. Efter den förödande stadsbranden i Örebro 1854, var hans färgeri ett av de få gårdar som hade klarat sig och detta gav honom fördelar gentemot konkurrenterna och rörelsen kunde expandera. Kort efter branden började Elgérus använda ångkraft vid färgeriet och snart blev detta ett av Sveriges största.
På 1850-talet inrättade Elgérus en separat butikslokal vid Drottninggatan och 1875 uppfördes en ny fabriksbyggnad vid Svartån sydväst om Örebro i Västå. Den bildade tillsammans med tillhörande arbetarbostäder en egen förstad. 1885 utökades fabriksområdet med nya lokaler bland annat för kemisk tvättning av textilier. Ett ullspinneri anlades 1858 i Elgérigården, vars verksamhet 1876 uppgick i Fors ullspinneri. Firman gjorde sig särskilt känd för det färgäkta blå yllegarnet Elgéri mörkblått.
Elgérus var även aktiv inom andra områden av stadens verksamhet. Han var kyrkvärd och kassaförvaltare i stadens församling och donerade en grundplåt till Olaus Petri kyrka. Han var ledamot av styrelsen för Örebro sparbank 1849-1863 och stadsfullmäktig i Örebro från 1863. År 1872 tog han initiativet till bildandet av Örebro arbetareförening och då denna förening 1881 ombildades för att arbetarna själva skulle leda föreningen uppträdde Elgérus vid mötet och önskade föreningen framgång, även om han inte stödde den politiska innebörd föreningen hade.
Han blev 1861 riddare av Vasaorden och 1897 riddare av Nordstjärneorden.